# Straubinger Gruppe

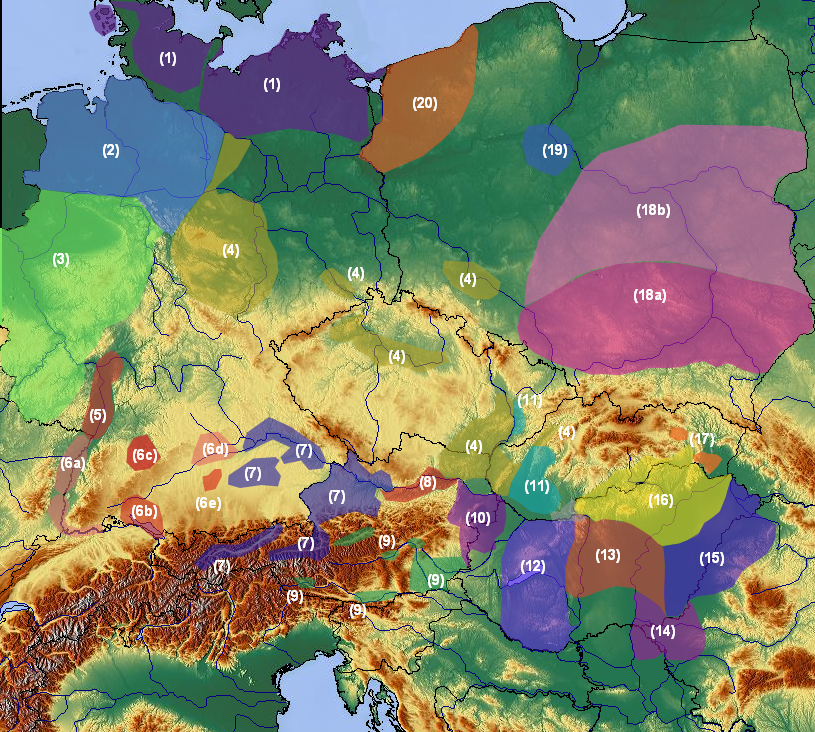
Straubinger Gruppe (7) und Nachbarkulturen.

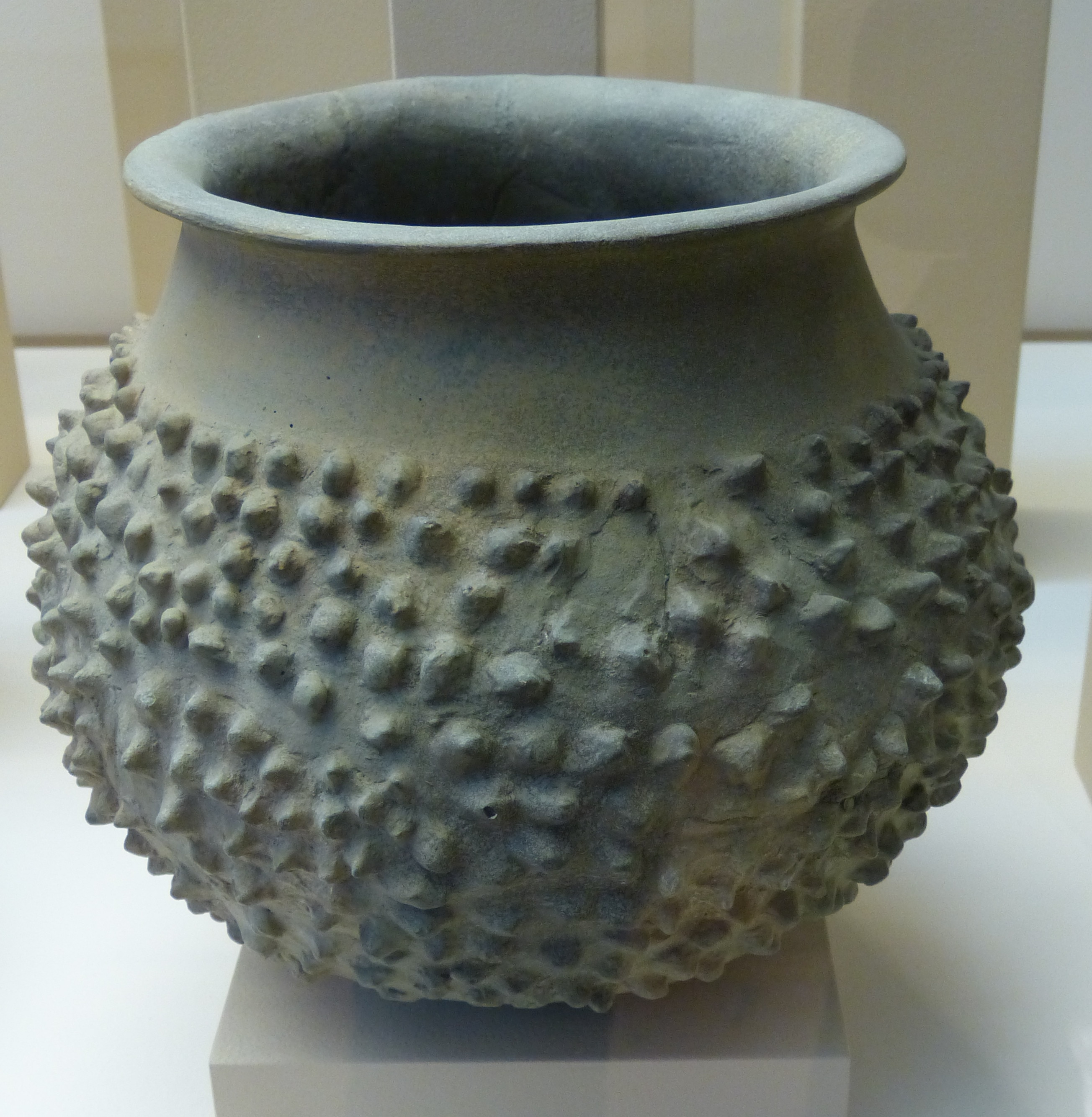
Wirtschaftsgefäß der Straubinger Gruppe, Gäubodenmuseum

Die Straubinger Gruppe (synonym auch Straubinger Kultur) ist eine Regionalgruppe der frühen Bronzezeit, die in Süddeutschland und Teilen der Schweiz verbreitet war.

## Forschungsgeschichte
Die alte Bezeichnung Straubinger Kultur gründet sich auf mehreren Gräberfeldern und Siedlungsgruben im Bereich der Ziegelei Ortler im bayerischen Straubing. 1899 wurden beim Lehmabbau viele Gegenstände aus Bronze gefunden. Spiraltutuli, Ösenhalsringe, Scheibenkopfnadeln, Schleifen- und Knochenringe bildeten dabei bloß einen geringen Anteil am Fundmaterial. In den folgenden drei Jahren fanden an dieser Stelle die ersten Ausgrabungen statt. Doch erst 1916 wurden die Entdeckungen von Gustav Behrens publiziert. Ein Jahr später schrieb Karl Schumacher auf dieser Grundlage, dass es sich um einen eigenständigen Kulturkreis handeln müsse. Friedrich Holste war es jedoch, der diesen Inventaren zwar einen selbstständigen Formen- und Typenschatz zuschrieb, allerdings diese nicht einer eigenen Kultur zuwies. Er sah das vorliegende Fundmaterial einer Randgruppe zugehörig, welche in die Aunjetitzer Kultur einzugliedern sei. Kritik am Begriff der archäologischen Kultur übten auch die Prähistoriker Paul Reinecke, Hans-Jürgen Hundt, Rainer Christlein und Walter Ruckdeschel. Es fehle die Einheitlichkeit und deckungsgleiche Verbreitung der Sachformen und Kulturelemente. Anhand der Beigaben- und Bestattungssitten, Typenformen und metallurgischen Entwicklung splittete Ruckdeschel die Straubinger Kultur stattdessen in vier kleinere Gruppen auf: Isar-, Donau-, Lech- und Inn-Salzach-Gruppe. Im Jahre 2001 griff Stephan Möslein diese Theorie erneut auf. Unterteilungen aufgrund der Metallurgie seien nicht aussagekräftig genug. Sie ließe lediglich Rückschlüsse auf Handelswege und Werkstätten zu. Zur regionalen und geographischen Differenzierung zog Möslein Keramikfunde heran. Er unterschied eine ältere (Typ Burgweinting/Viecht) und eine jüngere Keramikgruppe (Typ Sengkofen/Jellenkofen). Diese orientierten sich an Vorbildern der Glockenbecherkultur und der Schnurkeramik. Zudem stellte er heraus, dass sich eine Vielzahl der Sachformen aus der vermeintlichen Straubinger Kultur an Typen benachbarter Gruppen anlehnten.
Durch Möslein wurde klar, dass die Straubinger Gruppe auf keiner eigenständigen kulturellen Grundlage fußt. Es handelt sich hierbei stattdessen um eine Regionalgruppe eines mitteldanubischen Kulturkomplexes oder des so genannten „Blechkreises“ (nach Emil Vogt).

## Zeitliche und regionale Einordnung
Die in der Jungsteinzeit beginnende Regionalisierung verschiedener Kulturen nimmt in der frühen Bronzezeit zu. Die Straubinger Gruppe ist dabei eine größere Regionalgruppe in Bayern, Südwestdeutschland und der Schweiz mit Friedhöfen, Hortfunden mit Bronzeringen und feintoniger Keramikware. Der Handel überschritt die Grenzen des engeren Lebensraumes. Benannt wurde sie nach Gräberfeldern aus dem Raum Straubing in Niederbayern 1902 von dem Prähistoriker Paul Reinecke. Sie dauerte etwa von 2300 bis 1600 v. Chr. und ist somit der Bz A1 bis Bz A2 zuzuordnen.

## Häusertypen
Bevorzugt wurden Nord-Süd-ausgerichtete Häuser, meist als zweischiffige Pfostenbauten in Form eines Langhauses. Die einzelnen Siedlungen bestanden aus einem, meistens aber aus einem Verband mehrerer unbefestigter Gehöfte oder Weiler. Auffällig ist die Lage der Siedlungsspuren entlang von Flüssen und Bachläufen, welche in erreichbarer Nähe zum Grundwasser liegen. Vorzugsweise ließ man sich hier auf den Niederterrassen oder den Schotterrücken der Flusstäler nieder.
Die Langhäuser wurden mit bis zu 20 cm dickem Holz errichtet. Die Wände der Langhäuser bildeten lehmverschmierte Rutengeflechte. Um das Einreißen des Lehms beim Trocknen zu verhindern, mengte man ihm Getreidespelzen und -körner bei. Aber auch dicht gestellte, senkrecht in den Boden eingelassene Rundlinge boten Schutz und stützten das Dach. Überreste aus der Ziegelei Jungmeier, im Stadtkreis Straubing, weisen auf eine mögliche Bemalung der Wände mit weißlicher und mehlig-grauer Farbe hin. Erhalten sind heute lediglich in den Boden eingetiefte Konstruktionselemente. Dazu zählen Gruben von Pfosten, aber auch Wandgräbchen. Ob es sich hierbei um ausschließliche Pfostenbauten handelt, ist nicht mit Sicherheit zu sagen, da bei der Schwellbalken- und Blockbauweise keine Eingriffe in den Boden nötig sind und uns somit der Überlieferungsnachweis nicht gegeben ist.
Bedeckt wurden die Langbauten von Sattel- und Giebeldächern. Um sie abzudecken, benutzte man Stroh, aufgrund der längeren Haltbarkeit aber auch Schilfrohr. Grundrisse der Häuser weisen auf eine einseitige Abwalmung des Daches hin.
Es sind hier zwei Typenformen greifbar. Die erste ist der Typ "Eching/Öberau". Diese zweischiffige Form war zwischen 6 m und 10 m breit und 20 m bis 25 m lang, teilweise noch länger. Nachweise finden sich in der Münchner Schotterebene und entlang der Donau im Landkreis Straubing.
Die zweite Form aus der Straubinger Gruppe ist der Typ "Zuchering". Dieses ein- bis zweischiffige Langhaus fällt kleiner aus. Die Grundrisse weisen eine Länge von 12 m bis 25 m und eine Breite von 4 m bis 8 m auf. Erstmals trat dieser Typ in Zuchering, im Stadtkreis von Ingolstadt auf.
Neben den Flachlandsiedlungen wurden im Starnberger See, auf der Roseninsel, Nachweise für das Vorhandensein von Feuchtbodensiedlungen gefunden. Wichtig zu nennen sind in diesem Zusammenhang die auf den Höhen angelegten Häuser. Diese sind meist durch natürliche Erhebungen, wie zum Beispiel Plateaus geschützt. Auffällig ist hier die besondere Lage an topographisch markanten Punkten, die häufig verkehrstechnisch günstig liegen.

## Bestattungssitten
Verbreitet seit dem 23. Jahrhundert v. Chr. waren so genannte Hockerflachgräber, meist nur mit wenigen Beigaben aus Kupferblech. Bei Männern fanden sich meist Dolche, daneben auch Beile und Nadeln, bei Frauen ein Haubenschmuck aus einem Blechband, Nadeln und anderer Schmuck. Bei beiden fand man daneben Keramikgefäße. Männer wurden dabei im Verbreitungsgebiet in Bayern linksseitig mit dem Kopf nach Norden bis Osten bestattet, Frauen dagegen rechtsseitig mit dem Kopf nach Süden bis Westen. In den anderen Gebieten fanden sich auch Bestattungen in gestreckter Rückenlage und Mehrfachbestattungen in steinernen Grabanlagen.
Später – etwa ab dem 20. oder 19. Jahrhundert v. Chr. – fanden sich dann reich ausgestattete Prunkbestattungen mit Bronzegussbeigaben.
Mit dem Ende der frühen Bronzezeit finden sich dann nur noch Hügelgräber.

## Nahrung und Wirtschaftsweise
Die Jagd nach Nahrung verlor an Bedeutung, Ackerbau und Viehzucht nahmen dagegen zu.
Gerste (als Sommergetreide – über die Beimischungen von Unkräutern in gefundenen Getreidelagern zu erkennen) und Dinkel (als Wintergetreide) wurden die wichtigsten Getreidearten, der Anbau von den in der Jungsteinzeit noch weithin genutzten Einkorn und Emmer ging zurück.
Rinder waren das wichtigste Nutztier mit bis zu 90 % der gefundenen Tierknochen. Die Schlachtung erfolgte meist erst im adulten Alter, was eine vorherige Nutzung als Arbeitstier und Milchlieferant nahelegt. Etwa 6 % der Knochenfunde gehören zu Schaf und Ziege. Schweine wurden dagegen kaum genutzt.
Erz wurde in den Nordalpen bereits planmäßig abgebaut, es fanden sich auch Rohwarendepots mit Ösen- oder Spangenbarren sowie Fertigwarendepots (Fund von Menning/Vohburg an der Donau).
Vollgriff- und Stabdolche finden sich in Bayern nur als Einzel- und äußerst selten als Mehrstückdeponierungen in Gewässern oder auf feuchtem Grund, jedoch niemals in Gräbern oder Siedlungen. Diese Besonderheit dürfte den symbolischen, zeremoniellen Charakter der Funde und der Deponierungen belegen.